# 戊间甲酚
戊间甲酚（英語：Amylmetacresol，缩写AMC）是一种芳香族有机化合物，化学式为C
12H
18O，常作为消毒藥水的活性药物成分，用于治疗口腔与咽喉感染。